# راب منندز

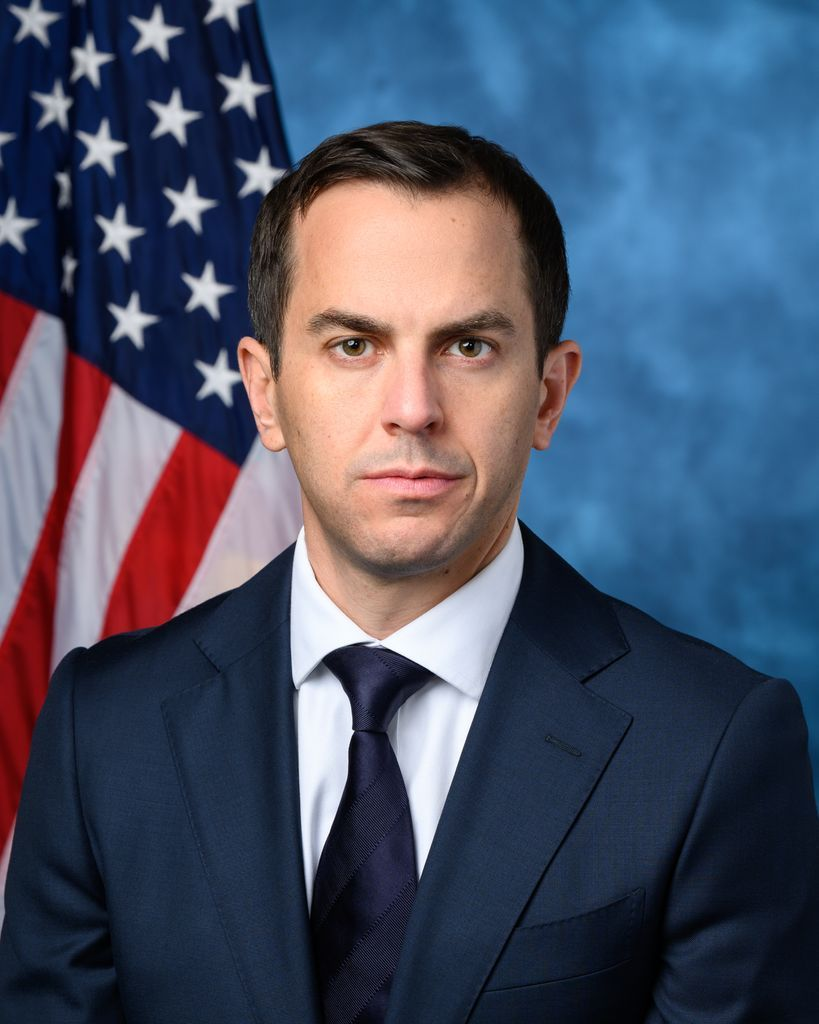
راب منندز، سیاست‌مدار آمریکایی - ژانویه ۲۰۲۳

رابرت جیکابسن منندز جونیر (به انگلیسی: Robert Jacobsen Menendez Jr؛ متولد ۱۹۸۴/۸۵) وکیل و سیاست‌مدار اهل آمریکا است که از سال ۲۰۲۱ به عنوان کمیسر اداره بندر نیویورک و نیوجرسی فعالیت کرده‌است. او در سال ۲۰۲۲ از حوزه هشتم کنگره از نیوجرسی به مجلس نمایندگان آمریکا انتخاب شد. او پسر سناتور ایالات متحده باب منندز است.

## سنین جوانی و تحصیل
منندز در مدرسه هادسن در هوبوکن، نیوجرسی تحصیل کرد و در سال ۲۰۰۳ فارغ‌التحصیل شد. او مدرک بی ای در علوم سیاسی را از دانشگاه کارولینای شمالی در چپل هیل و جی دی را از مدرسه حقوق راتگرز دریافت کرد.